# Xả súng tại San Bernardino 2015
Ngày 2 tháng 12 năm 2015, vợ chồng Syed Rizwan Farooq và Tashfeen Malik bắn chết 14 người và bắn bị thương 21 người khác tại khu vực Inland Regional Center San Bernardino, California, Hoa Kỳ. Họ nhắm bắn vào một bữa tiệc cho nhân viên của Sở Y tế Công cộng quận San Bernardino, được tổ chức trong một khán phòng với ít nhất 100 người, trước khi hai kẻ xả súng chạy trốn trong một chiếc xe SUV. Farooq đã tham dự bữa tiệc như một nhân viên.
Sau một cuộc săn đuổi trong khu vực, khoảng 4 giờ sau đó, hai thủ phạm đã bị cảnh sát giết chết sau khi đấu súng với hai thủ phạm xả súng đang lái xe. Đây là vụ nổ súng hàng loạt gây nhiều người chết thứ nhì trong lịch sử của California, sau vụ thảm sát McDonald San Ysidro Mcnăm 1984, và là vụ thảm sát nhiều người chết nhất kể từ vụ xả súng tại trường tiểu học Sandy Hook năm 2012. Cảnh sát nhấn mạnh vẫn chưa tìm ra động cơ vụ xả súng này. FBI đang điều tra các mối liên hệ của Farouk đối với các phần tử Hồi giáo cực đoan và xử lý vụ việc như là một trường hợp có khả năng khủng bố.

## Diễn biến
Syed Rizwan Farook và Tashfeen Malik để con gái sáu tháng tuổi ở với mẹ của Farook buổi sáng trước vụ tấn công, nói rằng họ đi đến cuộc hẹn với bác sĩ. Farook, là công dân Hoa Kỳ sinh ra ở Illinois trong một gia đình dân nhập cư Pakistan, là một nhân viên kiểm tra an toàn thực phẩm cho Sở y tế quận San Bernardino, được cho là đã tham dự buổi tiệc kỳ nghỉ tại Inland Regional Center, Một cơ sở phi lợi nhuận ở đại lộ South Waterman phục vụ người khuyết tật phát triển. Có 100 người dự tiệc. Những đồng nghiệp báo cáo rằng anh này đã im lặng trong suốt giai đoạn đầu của bữa tiệc và họ nhận thấy anh ta đã rời bữa tiệc đột ngột, để lại áo khoác, trước khi đám đông chụp một ảnh chung. Có vài báo cáo rằng đã có tranh cãi trước khi anh ta rời bữa tiệc. Trong cuộc họp giao ban cảnh sát sau đó, người ta nói ông rời "trong những tình trạng được mô tả như là giận dữ".
Hồi 10:59 am giờ chuẩn Thái Bình Dương, hai thủ phạm đeo mặt nạ trượt tuyết và ngụy trang nổ súng vào những người dự tiệc. Các nhân chứng cho biết, họ nhận ra Farook là một trong những kẻ bắn súng thông qua giọng nói và vóc dáng của anh ta.